# The game of love
The game of love (en en español: "El juego del amor") es el primer álbum en inglés que lanzó internacionalmente la cantante griega Helena Paparizou. El primer lanzamiento fue en Grecia el 25 de octubre de 2006. Está compuesto por doce canciones y un bonustrack, siete de ellas ya las había publicado en su álbum anterior Yparkhei logos pero con las letras en inglés. Donde más éxito tuvo fue en Grecia y Chipre, sin dejar a un lado Suecia, aunque no fue lo mismo en otros países en los cuales no se llegó a difundir, probablemente por la falta de promoción.

## Lista de canciones
| N.º | Título                                                    | Música                                              | Duración |  |
| 1.  | «Gigolo» (Gigolo)                                         | Alex Papaconstantinou/Marcus Englof - Mack          | 3:22     |  |
| 2.  | «Somebody's burning» (Alguien está ardiendo)              | Toni Mavridis/Niclas Olausson/Sam Mcarthy           | 3:12     |  |
| 3.  | «The game of love» (El juego del amor)                    | Alex Papaconstantinou/Marcus Englof - Mack          | 3:09     |  |
| 4.  | «Mambo!» (Mambo)                                          | Alex Papaconstantinou/Marcus Englof - Samuel Waerno | 3:04     |  |
| 5.  | «Carpe diem (Seize the day)» (Aprovecha el día (la vida)) | Toni Mavridis/Niclas Olausson/Elena Paparizou       | 3:37     |  |
| 6.  | «Teardrops» (Lágrimas)                                    | Toni Mavridis/Niclas Olauson/Elena Paparizou        | 3:49     |  |
| 7.  | «Let me let go» (Déjeme ir)                               | Alex Papaconstantinou/Marcus Englof - Mack          | 2:54     |  |
| 8.  | «Heroes» (Héroes)                                         | N. Molinder, J. Person, P. Ankarberg                | 2:55     |  |
| 9.  | «It's gone tomorrow» (Se irá mañana)                      | Eftivoulos - Mack                                   | 4:16     |  |
| 10. | «Heart of mine» (Corazón mío)                             | Martin Hanxen/Jimmy Thornfeldy/Urban Robertsson     | 2:56     |  |
| 11. | «You set my heart on fire» (Tienes mi corazón en llamas)  | Biddu                                               | 3:12     |  |
| 12. | «Voulez vous?» (¿Quiere usted?)                           | Marcus Englof/Alex Papaconstantinou - Mack          | 3:03     |  |
| 13. | «Seven days» (Siete días)                                 | Per Liden                                           | 3:26     |  |

| Bonus Track |                                                                        |                                   |          |  |
| N.º         | Título                                                                 | Música                            | Duración |  |
| 14.         | «Oti axizei einai oi stigmés» (Lo que merece la pena son los momentos) | Manos Hadjidakis - Eleana Vrahali | 3:39     |  |
| 47:10       |                                                                        |                                   |          |  |

## Listas
| País   | Listas                | Mejor posición | Certificaciones |
| ------ | --------------------- | -------------- | --------------- |
| Grecia | IFPI Grecia (Álbumes) | 1              | Platino         |
| Chipre | Top Álbumes Chipre    | 1              | Platino         |
| Suecia | Top Álbumes Suecia    | 18             | -               |